# Pinetop Smith
Pinetop Smith o Pine Top Smith, pseudonimo di Clarence Smith (Troy, 11 giugno 1904 – Chicago, 15 marzo 1929), è stato un pianista statunitense, autorevole esponente dello stile boogie-woogie.

## Biografia
Clarence Smith nacque a Troy, Alabama. Da bambino, ricevette il soprannome "Pinetop", perché amava arrampicarsi sugli alberi. Nel 1920 si trasferì a Pittsburgh dove lavorò come intrattenitore, prima di andare in tournée con il circuito vaudeville T.O.B.A. come cantante, comico e pianista. Lavorò anche come accompagnatore per la cantante blues Ma Rainey e per Butterbeans and Susie.
Alla metà degli anni venti fu raccomandato da Cow Cow Davenport a J. Mayo Williams della Vocalion Records e nel 1928 si trasferì con la moglie e il figlio a Chicago per incidere. Per un periodo visse nella stessa pensione con Albert Ammons e Meade Lux Lewis.
Il 29 dicembre 1928 registrò il famoso Pine Top's Boogie Woogie, uno dei primi brani boogie-woogie che, oltre a diventare un successo, dette il nome a questo stile musicale.
Nel 1929 Pinetop Smith avrebbe dovuto partecipare a una nuova sessione di registrazione per la Vocalion, ma, il giorno prima della registrazione, morì per le ferite d'arma da fuoco riportate in seguito a una rissa in una sala da ballo di Chicago. Non è mai stato accertato se Pinetop fosse il destinatario della pallottola.
Non esistono fotografie di Smith.

## Premi e riconoscimenti
- Nel 1991 è stato inserito nella Alabama Jazz Hall of Fame.

## Citazioni e omaggi
- Pinetop Smith è stato riconosciuto da altri pianisti boogie-woogie, tra cui Albert Ammonds e Pete Johnson, come l'artista chiave del genere, raggiungendo una fama postuma in seguito alla registrazione, alla fine del 1930 di Pinetop's Boogie Woogie dalla Tommy Dorsey Orchestra.
- Ray Charles adattò Pientop's Boogie Woogie, per il suo brano Mess Around.